# むかしMattoの町があった
『むかしMattoの町があった』（むかしマットのまちがあった、イタリア語：C'era una volta la città dei matti...）とは、イタリア映画である。精神科病院を廃止した、実在の精神科医であるフランコ・バザリアの苦闘と、精神障害者患者たちとの交流を描いた。本国イタリアでは、テレビドラマとして放映された。

## あらすじ
一部
バザリアはある精神科病院の院長として赴任してきて、非人間的な患者の管理を目の当たりにして、改革への意欲に目覚める。ユーゴでナチスに痛めつけられた過去を持つ自傷癖の男ボリスや、アメリカ人に輪姦されたトラウマ故に性に厳しい母に入院させられた女マルゲリータなどが特に目立つ患者だった。しかし、ある患者が帰宅中に妻を小さな諍いから過って死なせてしまう事件が起こり、改革の断念に追い込まれる。マルゲリータは男の患者に馬乗りになって性交し妊娠する。ボリスは絵を描くことに目覚める。
二部
アメリカの大学で教鞭を執っていたバザリアの所に、イタリアの県知事が訪れ、トリエステの病院を改革してほしいと依頼する。バザリアは、マルゲリータやボリスや前の病院で、協力的だった看護婦とその病院で再会する。マルゲリータは母に子を奪われるが、アメリカから来たギタリストと恋に落ち、また妊娠したが逃げられる。ボリスは女性患者と恋に落ち、院外で同棲のチャンスを得るが、結局失恋してしまう。バザリアは、精神科病院の廃止運動を始めて、イタリア政府に色々働きかけるが、赤い旅団に首相を殺されたりして難儀する。そして彼は、脳腫瘍で倒れる。

## スタッフ・キャスト
- 監督：マルコ・トゥルコ
- バザリア役：ファブリツィオ・ジフーニ
- ボリス役：ブランコ・ジュリック
- マルゲリータ役：ヴィットリア・プッチーニ

## 備考
- イタリア国営放送でテレビ放映されたとき、視聴率20％強を取った[2]。
- 精神科医の伊藤順一郎やアル中を装って精神病棟の潜入ルポを書いたジャーナリストの大熊一夫が、日本各地での上映活動のリーダーになった。